# Макаріївська церква (Київ)
Свято-Макаріївська Церква — дерев'яний храм, зведений 1897 року в районі Татарка.
Храм на честь священномученика Макарія, Митрополита Київського і всієї Руси (1495—1497), який був убитий татарами на берегах Прип'яті в селі Скригалов (Білорусь) під час мандрівки з Вільна до Києва.

## Історія

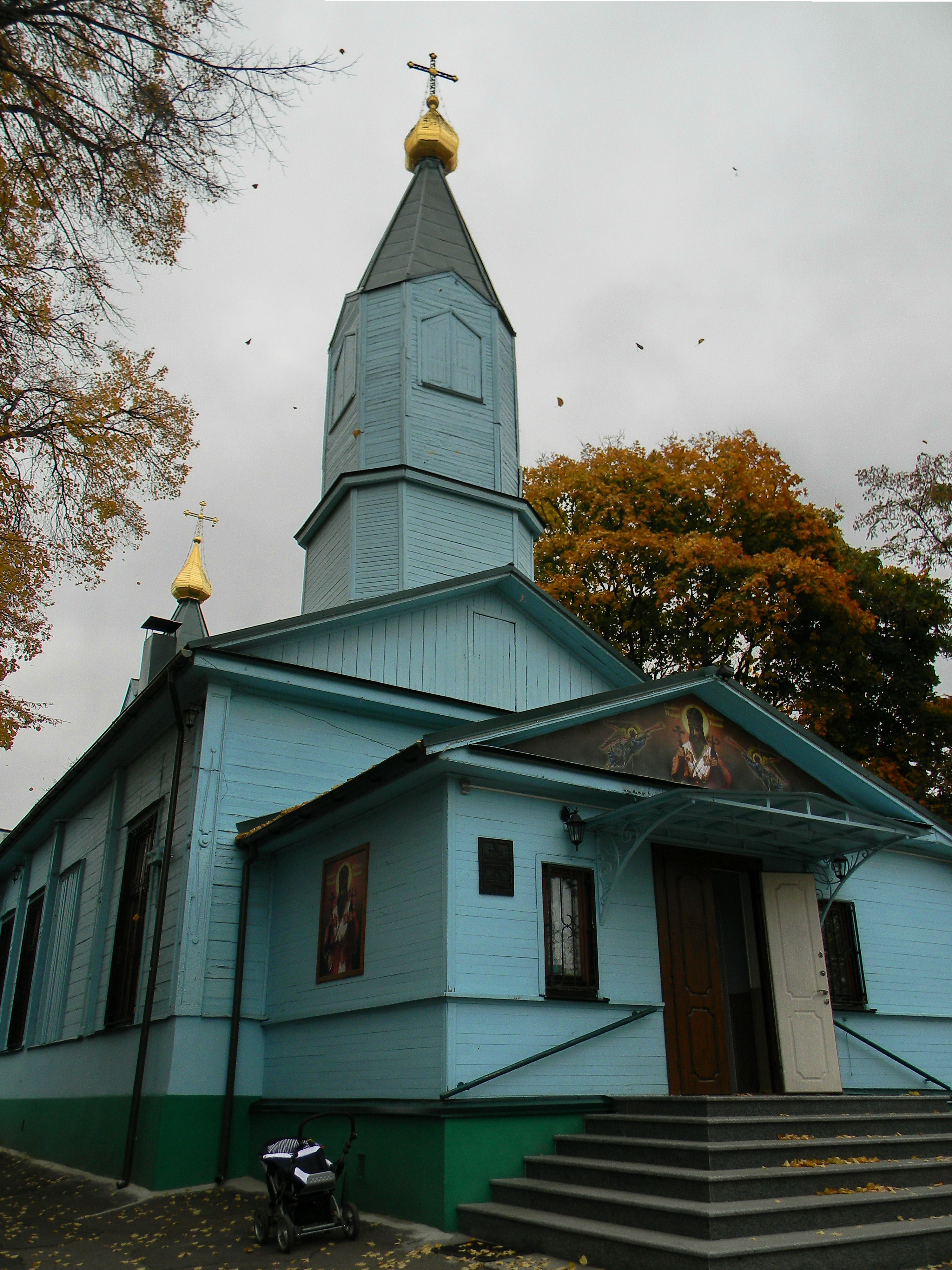
Макаріївська церква

Вшановуючи 400-річчя тієї трагедії, у 1897 Київська Релігійно-Просвітницька Громада проводила меморіальні заходи та, зокрема, за півроку збудувала цей храм. Для будівництва цієї церкви було пожертвовано матеріал з розібраного Дмитрівського храму на Байковому кладовищі. В обґрунтуванні будівництва саме на Татарці згадувалась боротьба з єресями, що ніби-то мали тут поширення. При храмі до 1917 року існувало братство, що займалося просвітою та благодійністю, працювала школа, денний притулок для дітей, бібліотека.

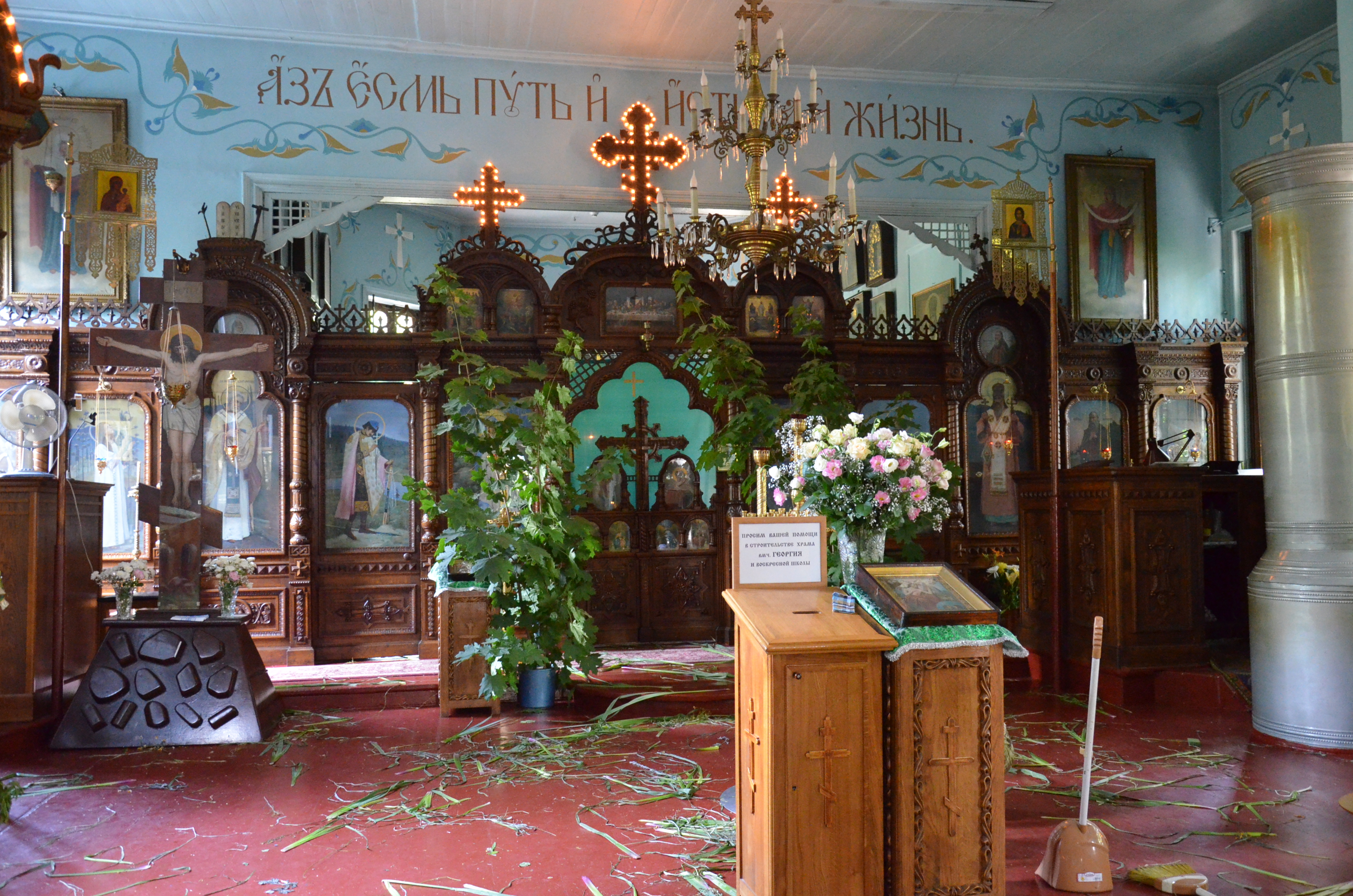
Інтер'єр церкви

1922 року було закрито парафіяльну школу, однак храм продовжував діяти до 1938 року.
1939 року бані було знято (у спустошеному храмі діяла майстерня), однак вже наприкінці 1941 року з дозволу німецької адміністрації храм був поновлений киянами у 1942 році. Відтоді він є головним (і чи не єдиним, після знищення церков Свв. Костянтина та Єлени, Св. Миколи Йорданського, Феодора Освяченого Свято-Феодорівського монастиря) храмом для декількох столичних місцевостей.
 1947 року в оздобленні храму брав участь народний художник Іван Сидорович Їжакевич.
Макаріївська церква розташована на вул. Стара Поляна, № 46 див. на wikimapia [Архівовано 25 грудня 2018 у Wayback Machine.]